# Juan Carlos Oleniak
Juan Carlos Oleniak (ur. 4 marca 1942 w Buenos Aires) – argentyński piłkarz, grający podczas kariery na pozycji napastnika.

## Kariera klubowa
Juan Carlos Oleniak rozpoczął karierę w klubie Racing Club de Avellaneda w 1960. Z Racingiem zdobył mistrzostwo Argentyny w 1961. Sezon 1962 spędził w AA Argentinos Juniors, po czym na dwa kolejne lata wrócił do Racingu.
W latach 1965–1970 występował w Chile w Universidad de Chile i Santiago Wanderers. Trzykrotnie w tym okresie zdobywał mistrzostwo Chile w 1965, 1967 i 1968. W 1971 występował w Meksyku w klubie Veracruz. Ostatnim klubem w karierze Oleniaka był San Martín Mendoza, w którym w 1972 zakończył piłkarską karierę. Ogółem w latach 1960-1972 rozegrał w lidze argentyńskiej 70 meczów, w których strzelił 16 bramek.

## Kariera reprezentacyjna
W reprezentacji Argentyny Oleniak zadebiutował w 1962. W tym samym roku został powołany na Mistrzostwa Świata. Na Mundialu w Chile Oleniak wystąpił w dwóch meczach z Anglią i Węgrami. Ogółem w barwach albicelestes wystąpił w 3 meczach.
W 1959 i 1963 Oleniak wystąpił z reprezentacją olimpijską na Igrzyskach Panamerykańskich. W 1960 uczestniczył w Igrzyskach Olimpijskich. Na turnieju w Rzymie wystąpił w trzech meczach grupowych z Danią (bramka), Tunezją (dwie bramki) i Polską (bramka).